# Céline Wagner
Pour les articles homonymes, voir Wagner.
 (février 2020).
Céline Wagner (née le 26 décembre 1975 à Villiers-le-Bel) est une auteure française de romans graphiques.

## Biographie
Céline Wagner est née en 1975 à Villiers-le-Bel le Val-d'Oise . Au début des années 2000, elle participe à des collectifs de poésie et de bande dessinée expérimentales sur le plan narratif ,,, avant de se passionner pour le roman graphique. Elle livre ses premières publications dans des revues locales comme Sang d'encre puis réalise ses premiers albums en collaboration avec Edmond Baudoin, Les yeux dans le mur (Dupuis), La patience du grand singe (Tartamudo). En 2014 elle réalise sa première adaptation avec le roman de Mikhaïl Lermontov, Un héros de notre temps. En 2015, elle découvre l'art du bûto et se passionne pour les arts de la scène, qui lui inspireront son roman graphique "Frapper le Sol, Tatsumi Hijikata sur la voie du bûto, Actes Sud, 2016 . Dès lors, l'artiste nourrit ses romans graphiques des domaines artistiques comme la littérature et la peinture, avec en 2019 "La trahison du réel, Unica Zürn, portrait d'une schizophrénie", La boîte à bulles  8. L'auteure trouve ses marques dans la couleur et dans le noir et blanc, elle passe de l’un à l’autre en fonction des besoins du récit.

## Œuvres
- Les Yeux dans le mur, en collaboration avec Edmond Baudoin, Dupuis, 2003  (ISBN 2800132957)[9].
- La Patience du grand singe, en collaboration avec Edmond Baudoin, Tartamudo, 2006  (ISBN 2910867226).
- Zeste, Des ronds dans l'O, 2008  (ISBN 2917237031)[10].
- Tangente, Des ronds dans l'O, 2012. (ISBN 291723735X)
- Un héros de notre temps, d'après le roman éponyme de Mikhaïl Lermontov, Actes Sud l'an2, 2014  (ISBN 2330032188).
- Frapper le sol, Tatsumi Hijikata sur la voie du butô, Actes Sud - l'an 2, 2016  (ISBN 233006084X)[11].
- La Trahison du réel : Unica Zürn, portrait d'une schizophrénie, La Boîte à bulles, 2019  (ISBN 9782849533345)[12].
- Promenade de la mémoire : Collectif sur les attentats de Nice, Des ronds dans l'O, 2020  (ISBN 2374180832)
- Des oiseaux dans le ciel d’un théâtre, d’après le récit de Pascal Quignard, Bubbelee - Les impressions nouvelles, 2025 ( ISBN : 978-2-39070-200-9)

## Récompenses
- 2016 : Prix Esprit libre pour Frapper le sol[13], Festival de Montargis
- 2017 : Grand Prix Artémisia pour Frapper le sol[14]

### Documentation
- Tonnerre de Bulles n°7, "Le texte et le dessin sont libres l'un de l'autre" par Yuna Le Brun, janvier 2015,